# Electronic City
Electronic City (PT Electronic City Indonesia Tbk) – indonezyjska sieć sklepów oferujących sprzęt RTV i AGD, komputery i urządzenia mobilne oraz inne rodzaje sprzętu elektronicznego.
Sieć została założona w 2001 roku, kiedy to otworzono pierwszy sklep Electronic City. Przedsiębiorstwo urosło do rangi jednego z największych sprzedawców elektroniki w kraju.
Według stanu na 2013 rok sieć obejmuje 17 sklepów oraz 12 punktów sprzedaży.